# Dave Murray
Dave "Moonface" Murray (n. 23 decembrie 1956, Londra, Anglia, Regatul Unit) este un chitarist al trupei britanice de heavy metal, Iron Maiden.
El s-a alaturat trupei la două luni de a conceperea ei de către basistul Steve Harris și este considerat un membru fondator. Dave împreună cu Steve fiind singurii membri originali ramași în trupă.
Dave de mic este fan și jucator de fotbal și cricket (echipa sa favorită de fotbal este Tottenham Hotspur). Dave provine dintr-o familie săracă - tatăl său fiind invalid, iar mama sa lucra cu jumătate de normă - și din cauza deselor mutări urmeaza multe școli (peste 10 dupa spusele lui) până la varsta de 16 ani când renunță.
Interesul lui Dave pentru muzica rock începe la 15 ani când aude la radio piesa "Voodoo Child" a lui Jimi Hendrix. Își cumpără prima chitară și formează o trupa împreună cu Adrian Smith.
În 1976 el renunță la Urchin (trupa în care cânta alaturi de Adrian Smith) pentru a pleca la Iron Maiden. Dave era vecin și prieten cu Steve Harris la vremea aceea.
Dave Murray a rămas în Iron Maiden de atunci și a apărut pe toate albumele.
Dave are o soție numită Tamar și o fiică Tasha. Iar în timpul liber practică golful.

## Albume cu Iron Maiden
- Iron Maiden (1980)
- Killers (1981)
- The Number of the Beast (1982)
- Piece of Mind (1983)
- Powerslave (1984)
- Live After Death (1985)
- Somewhere in Time (1986)
- Seventh Son of a Seventh Son (1988)
- No Prayer for the Dying (1990)
- Fear of the Dark (1992)
- A Real Live One (1993)
- A Real Dead One (1993)
- Live at Donington (1993)
- The X Factor (1995)
- Virtual XI (1998)
- Brave New World (2000)
- Rock in Rio (2002)
- Dance of Death (2003)
- Death on the Road (2005)
- A Matter of Life and Death (2006)